# Hank Ketcham
Henry King "Hank" Ketcham (Seattle, 14 de março de 1920 – Pebble Beach, 1 de junho de 2001) foi um cartunista estadunidense que criou o personagem Dennis the Menace, conhecido no Brasil inicialmente apenas como Denis, o travesso e, posteriormente, após o lançamento do filme de longa-metragem baseado nos quadrinhos, como Denis, o Pimentinha. Ketcham desenhou e escreveu a tira com o personagem, de 1951 a 1994. Durante a aposentadoria dos desenhos da tira ele passou a pintar quadros em tempo integral, no estúdio localizado em sua casa. Foi premiado com o Prêmio Reuben como cartunista do ano em 1952. A tira continuou a ser desenhada por outros artistas após a sua aposentadoria.

## Biografia
Hank Ketcham nasceu em Seattle, Washington. Ele foi filho de Weaver Vinson Ketcham e Virginia King.
Quando ele contava com 6 anos de idade, seu pai recebeu um convidado para jantar que era desenhista. Nessa ocasião o convidado mostrou a Hank seu "lápis mágico" e desenhou algumas ilustrações. Hank ficou entusiasmado e seu pai preparou uma pequena escrivaninha próxima à sua cama para que ele começasse seus próprios desenhos.

### Educação
Após se graduar na Escola Queen Anne em 1937, Hank entrou para a Universidade de Washington mas desistiu após o primeiro ano e foi para Los Angeles, esperando trabalhar com´Walt Disney.

### Carreira de desenhista
Hank Ketcham começou no negócio da ilustração como animador de  Walter Lantz e eventualmente de Walt Disney, para quem ele trabalhou nas animações de Fantasia, Bambi e Pinóquio. Durante a Segunda Guerra Mundial, Hank trabalhou como especialista fotográfico para a Marinha Americana. Enquanto esteve na Marinha ele desenhou quadrinhos com o personagem conhecido no Brasil como Meio-Quilo, o Marinheiro ("Half Hitch" no original). Terminada a Guerra, ele foi para a Califórnia onde começou o trabalho de desenhista freelance.
Em 1951 ele começou a tira Dennis The Menace (Denis, o Pimentinha), personagem de um garoto traquinas baseado no seu filho de 4 anos de idade, Dennis Ketcham.

## Família
A primeira esposa de Hank morreu em 1959. Ele se casou com a segunda esposa, Jo Anne Stevens, e se mudou com ela e Dennis para Genebra, Suíça, onde moraram de 1960 a 1977. Em 1977 ele voltou para os Estados Unidos e se fixou em Monterrey, Califórnia. Nessa época Hank já estava com sua terceira esposa, Rolande Praepost, com quem se casara em 1969. Com ela, Hank tivera mais dois filhos, Scott e Dania.

## Dennis, o Pimentinha
Hank estava no Estúdio em outubro de 1950 quando sua primeira esposa, Alice Mahar, invadiu o local para reclamar de seu filho Denis. Foi quando ela disse "Seu filho é uma ameaça" (Your son is a menace).
Cinco meses depois, dezesseis jornais já publicavam as aventuras em quadrinhos do traquinas mas inocente "Dennis o Pimentinha." A tira atualmente é escrita e desenhada por antigos assistentes de Hank, Marcus Hamilton e Ron Ferdinand, e já foi distribuída para 1 000 jornais em 48 países de 19 línguas diferentes pela King Features Syndicate.

## Artistas e últimos anos
Hank Ketcham contratou alguns assistentes para desenhar e colorir as páginas dominicais e também algumas das revistas em quadrinhos que começaram a ser publicadas. Quando Hank se aposentou e começou a pintar quadros à tinta óleo e aquarelas baseados em seus desenhos originais, a equipe continuou o desenho das tiras.
Muitas de suas pinturas feitas em seu lar em Carmel, Califórnia, podem ser vistas no hospital próximo de Monterrei, Califórnia. Nesse período ele escreveu suas memórias com o título de The Merchant of Dennis.
Hank Ketcham morreu de câncer na próstata em 1 de junho de 2001.
A editora norte-americana Fantagraphics Books tem uma série de livros que pretende publicar todos os quadrinhos de Dennis desenhados por Ketcham. Até 2012 foram publicados 6 volumes, cobrindo a produção dos anos 1950 a 1962.

## CIA
Hank fez sua primeira viagem ao exterior em 1959 como artista de quadrinhos. Ele foi para a União Soviética. A CIA o teria contatado para que desenhasse qualquer coisa que pudesse ser usado pelos Estados Unidos durante a Guerra Fria, mas observando o seu caderno de desenhos, parece que ele só viu narigões e rostos engraçados.

## Meio-Quilo
Hank Ketcham também criou a série de quadrinhos Meio-Quilo, que teve certa popularidade no Brasil no começo da década de 1970, quando teve revista própria editada pela Rio Gráfica Editora.